# Astronomische observatoria van de Federale Universiteit van Kazan

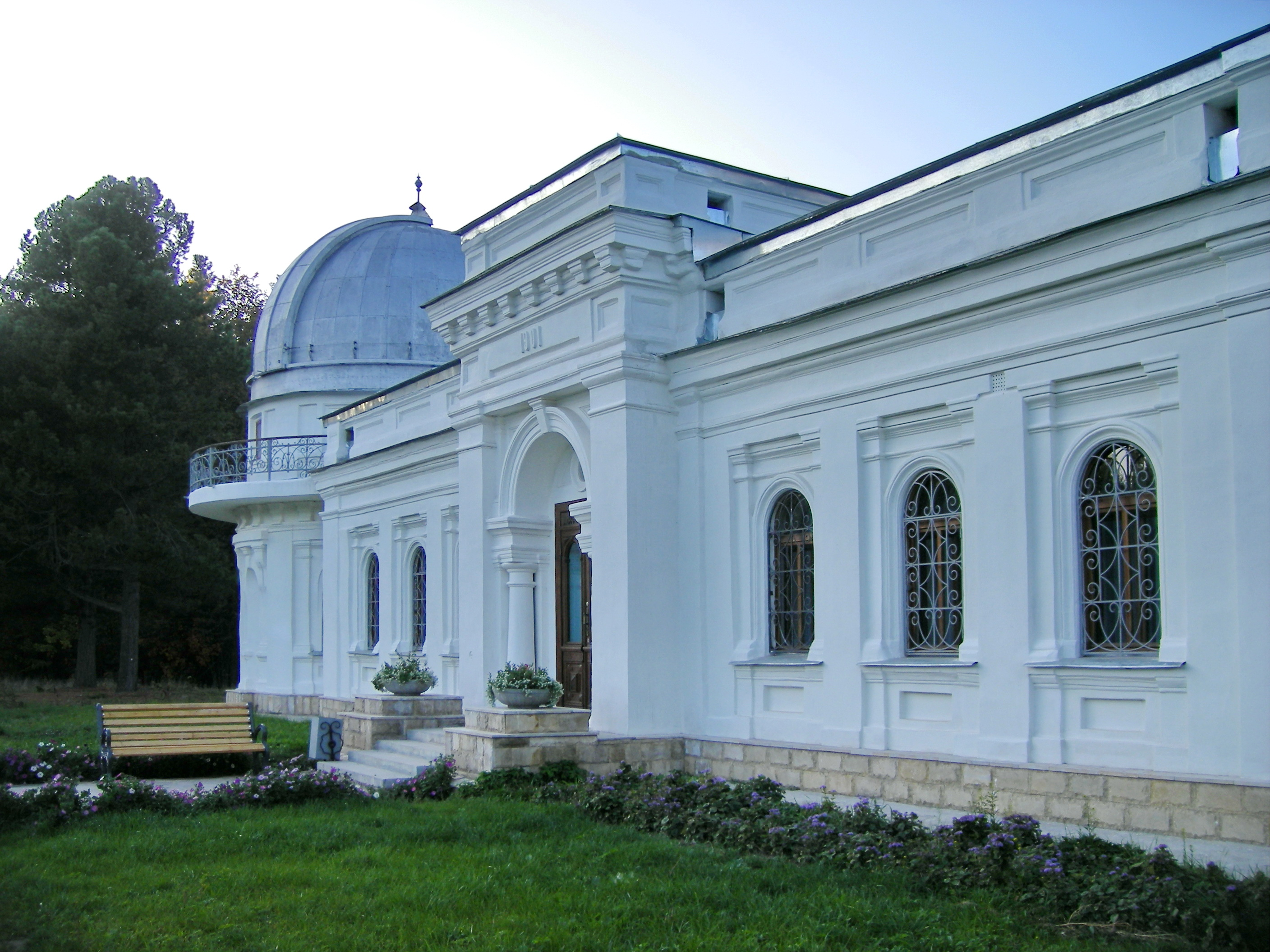
Het Engelhardt Astronomisch Observatorium

De Astronomische observatoria van de Federale Universiteit van Kazan zijn observatoria van de universiteit van Kazan in de autonome republiek Tatarije in en rond de Russische stad Kazan.  Ze werden in 2023 tijdens de 45e sessie van de Commissie voor het Werelderfgoed gehouden in Riyad erkend als UNESCO werelderfgoed en als cultureel erfgoed bijgevoegd aan de werelderfgoedlijst.
Het erkend patrimonium bestaat uit twee delen: het ene is gelegen in het historische centrum van Kazan en het andere in een bosrijke omgeving aan de rand ten westen van de stad. Het Astronomisch Observatorium van de stad Kazan, gebouwd in 1837, bevond zich op de universiteitscampus en het gebouw heeft een halfronde gevel en drie koepelvormige torens om astronomische instrumenten te huisvesten. Het Engelhardt Astronomisch Observatorium, gelegen in de buitenwijken, bestaat uit verschillende hemelobservatiestructuren en woongebouwen, allemaal gelegen in een park. De observatoria, die met hun astronomische instrumenten in volledige staat bewaard zijn gebleven, hebben tegenwoordig voornamelijk educatieve functies.

## Astronomisch Observatorium van de stad Kazan
De afdeling Astronomie van de Keizerlijke Universiteit van Kazan werd in 1810 opgericht door Josef Johann Litrov, een Oostenrijks astronoom, opgeleid aan de Karelsuniversiteit Praag, het astronomisch instituut en observatorium van de Universiteit van Wenen en aan de Jagiellonische Universiteit in Krakau, de eerste professor in de astronomie aan de Universiteit van Kazan. In 1811 stelde hij voor om in Kazan een observatorium op te richten voor de afdeling. Op 11 november 1814 begonnen al de waarnemingen in een klein observatorium dat als tijdelijke constructie was opgericht boven het stenen poortgebouw in de Botanische Tuin van de Universiteit. In 1822 werd het observatorium tijdelijk geplaatst in een houten galerij die onderdeel was van het appartement van Ivan Michailovitsj Simonov, hoogleraar astronomie en decaan van de faculteit der Natuurkunde en Wiskunde. Simonov werd later ook de eerste directeur van de universitaire sterrenwacht en rector van de Kazanse universiteit. In 1827 werd de binnenplaats van de universiteit gekozen als de permanente locatie van het observatorium en in 1833 begon de bouw van het observatoriumgebouw. In 1835 werd een refractor van 23 cm besteld bij de werkplaats van Fraunhofer. In 1837 werd de bouw van het permanente gebouw van het observatorium voltooid en in juni van hetzelfde jaar werden de eerste waarnemingen gedaan. In 1838 werd een 9-inch refractor geïnstalleerd in de volledig beweegbare hoofdtoren. De officiële geboortedatum van het astronomisch observatorium van de universiteit was 13 april 1838, toen de permanente waarnemingen begonnen.

## Engelhardt Astronomisch Observatorium

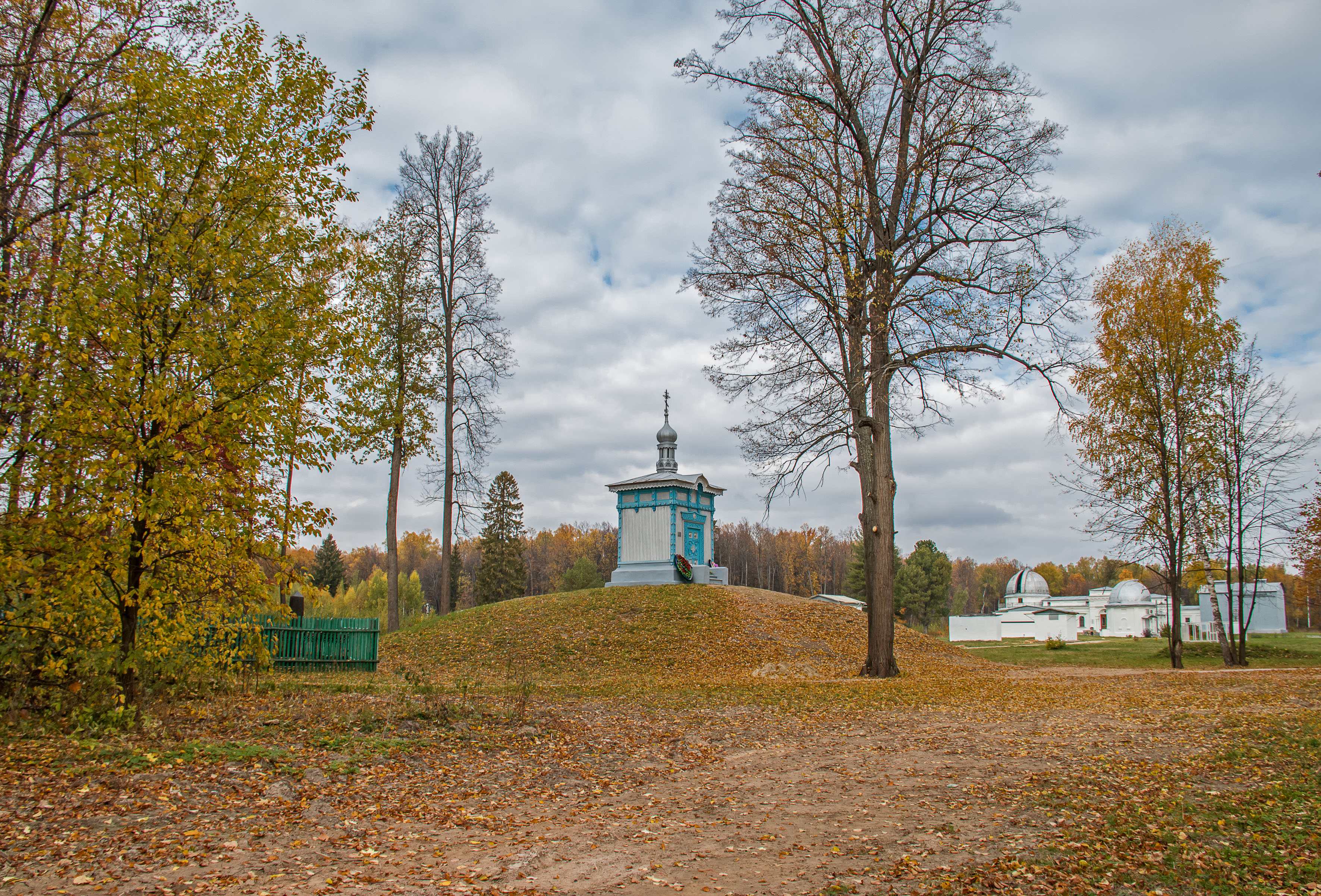
Engelhardt Observatorium

Het Engelhardt Astronomisch Observatorium van de Staatsuniversiteit van Kazan werd opgericht door de astronoom Dmitri Doebjago, astronoom en toenmalig universiteitsrector. Hij ontving van Vasily Pavlovich von Engelhardt, een bevriend astronoom actief in Dresden, in 1897 al diens materiaal nadat Engelhardt zelf fysiek niet meer in staat was te observeren. Het ging om een 12" equatoriale Grubba, een 6" equat komeetdetector, een 4" kleine komeetdetector, het Bamberg-passage-instrument, het universele Fenel-instrument, de Knoblich-klok en de Thiede-klok. Doebjago werd geconfronteerd met het te felle omgevingslicht in het centrum van Kazan bij het gebruik van deze apparatuur en startte het proces een nieuw observatorium buiten de stad op te richten. In de zomer van 1898 werden fondsen vrijgemaakt en grond toegewezen voor de bouw van het observatorium. De eerste steen werd gelegd op 7 maart 1899, op 20 km ten westen van Kazan in het dorp Oktyabrsky (Observatorium) in het district Zelenodolsk van de autonome republiek Tatarije, op een hoogte van 92 meter boven zeeniveau. Het observatorium opende in 1901 en wordt sinds 1903 tot heden naar Engelhardt vernoemd. Tot zijn overlijden in 1915 nam Engelhardt actief deel aan de bouw en organisatie van het nieuwe observatorium en in zijn testament schonk hij de universiteit van Kazan al zijn geld en bezittingen, om te gebruiken voor de ontwikkeling en het onderhoud van het observatorium.
Het ontwerp van de meridiaanhal maakte het mogelijk om de buiten- en binnentemperaturen snel gelijk te maken, wat de hal uniek maakte. Naast het hoofdgebouw van het observatorium werden twee houten huizen met schuifdaken gebouwd voor observatie op kleine draagbare instrumenten. In 1908 werden een stenen toren met een roterende koepel voor de heliometer en een tweede houten woonhuis gebouwd. In 1914 werd een derde woongebouw gebouwd, daarna een paviljoen voor de astrograaf. In 1934 begon de bouw van een seismische kelder.
Niet ver van het observatorium werd in 2011 een modern onderwijs- en amusementscomplex gebouwd, inclusief een planetarium en een astropark. Het planetarium van de Federale Universiteit van Kazan, gebruikt in de opleidingen maar tevens open voor bezoekers werd in juni 2013 geopend.
De universiteit van Kazan heeft ook een Noord-Kaukasische astronomische station, gebouwd nabij de BTA-6 in 1973-1974. Het is gelegen in de vallei van de rivier Bolchoï Zelentchouk in het het district Zelentsjoekski van de autonome republiek Karatsjaj-Tsjerkessië.
Dal van de Bikinrivier (met Centraal Sichote-Alingebergte) · Koerse Schoorwal · Ensemble van het Ferapontovklooster · Gouden bergen van Altaj · Hemelvaartskerk, Kolomenskoje · Historisch en architectonisch complex van het Kremlin van Kazan · Kizji Pogost · Baikalmeer · Citadel, oude stad en vestingwerken van Derbent · Historische monumenten van Novgorod en omgeving · Kremlin en Rode Plein, Moskou · Ensemble van het Novodevitsjiklooster · Historisch centrum van Sint-Petersburg en bijbehorende groepen van monumenten · Cultureel en historisch ensemble van de Solovetski-eilanden · Geodetische boog van Struve · Architectonisch ensemble van de Triniti Sergius Lavra in Sergiev Posad · Uvs Nuurbekken · Maagdelijke wouden van Komi · Vulkanen van Kamtsjatka · Westelijke Kaukasus · Witte monumenten van Vladimir en Soezdal · Natuurlijk systeem van het Wrangel-eilandreservaat · Historisch centrum van de stad Jaroslav · Historisch en archeologisch complex van Bolgar · Landschappen van Daurië · Hemelvaartkathedraal en -klooster van het dorpseiland Svijasjk · Kerken van de architectuurschool van Pskov · Petrogliefen van het Onegameer en de Witte Zee · Cultureel landschap van het Kenozeromeer